# De Havilland Mosquito

De Havilland Mosquito

Een De Havilland Mosquito is een vliegtuig dat tijdens de Tweede Wereldoorlog bij verschillende geallieerde luchtmachten in dienst was.
Oorspronkelijk ontworpen als jachtbommenwerper werd het later ingezet als jachtvliegtuig. Het voerde met succes een grote verscheidenheid aan taken uit, onder meer het markeren van doelen voor bommenwerpers in de Pathfinder-missies. Het blonk uit door de hoge snelheid die het op lage hoogte kon halen. De piloot en de navigator zaten naast elkaar in de cockpit.
Het tweemotorig toestel had een houten structuur van multiplex, hoewel de keuze hiervoor op dat ogenblik al achterhaald was. Hout werd echter beschouwd als niet-strategisch materiaal en daarom kreeg vliegtuigfabrikant de Havilland groen licht voor de bouw, hoewel het Ministerie van Luchtverdediging voorrang wilde geven aan de andere Havilland-toestellen. Tussen het ontwerp en de eerste vlucht verstreken amper 11 maanden.
Mosquito's voerden op 25 september 1942 met succes een precisiebombardement uit op het Gestapo-hoofdkwartier in Oslo en haalden in twee maanden tijd 600 V-1's neer.
Op 11 april 1944 voerden zes Mosquito's een precisiebombardement uit op het Centraal Bevolkingsregister in gebouw Kleykamp te Den Haag, dat hierbij volledig werd verwoest.
Op 18 februari 1944 voerden de Mosquito's een perfect precisiebombardement uit op een gevangenis in Amiens (Operation Jericho). In deze gevangenis zaten 100 verzetslieden die de volgende dag geëxecuteerd zouden worden. Een Mosquito dropte de bom van op 15 meter hoogte en raakte het doel. Een andere Mosquito dropte een bom op de Duitse wachtpost. Hierdoor konden ongeveer 250 gevangenen ontkomen.
In totaal werden er ongeveer 7000 exemplaren gebouwd die 40.000 succesvolle missies uitvoerden. Er gingen natuurlijk ook toestellen verloren, zo raakte een eenheid 108 Mosquito's kwijt en werden nog eens 88 toestellen zwaar beschadigd.
Op 28 mei 1943 stortte de Mosquito type B.IV, reg. DZ-432 van de 8e Group Bomber Command HS-N, neer in een weiland bij Bleskensgraaf (Zuid-Holland). De Mosquito behoorde tot de Pathfinderforce en was het eerste met Oboe uitgeruste vliegtuig dat verloren is gegaan boven Nederland. Op 26 mei 2007, werd een Mosquito-monument in Bleskensgraaf onthuld. Het is gemaakt met de propeller van de De Havilland Mosquito DZ-432.
Na de oorlog werden er nog 1000 Mosquito's gebouwd. In 1950 werd de productie stilgelegd (omdat de straalmotor was uitgevonden en het houten geraamte die kracht niet aankon). In 1955 maakte de Mosquito zijn laatste operationele vlucht. Op de dag van vandaag zijn er nog 30 over in privébezit en musea.

## Landen in dienst
- Australië
- België
- Birma
- Canada
- China
- Tsjecho-Slowakije
- Dominicaanse Republiek
- Frankrijk
- Israël
- Nieuw-Zeeland
- Noorwegen
- Polen
- Sovjet-Unie
- Zuid-Afrika
- Zweden
- Turkije
- Verenigd Koninkrijk (1941-?)
- Verenigde Staten
- Joegoslavië
- Nederland (Eén exemplaar dat slechts één vlucht maakte)

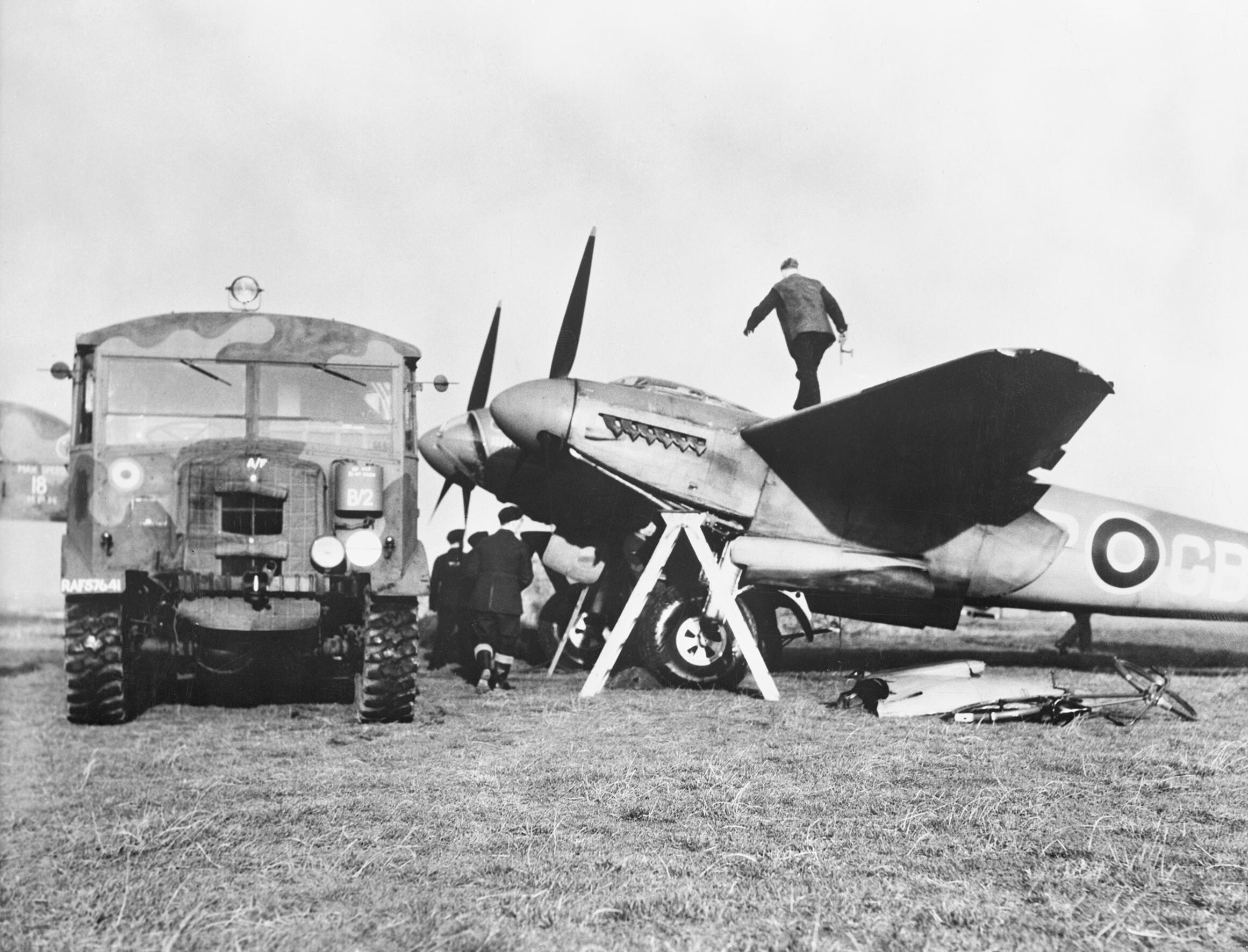
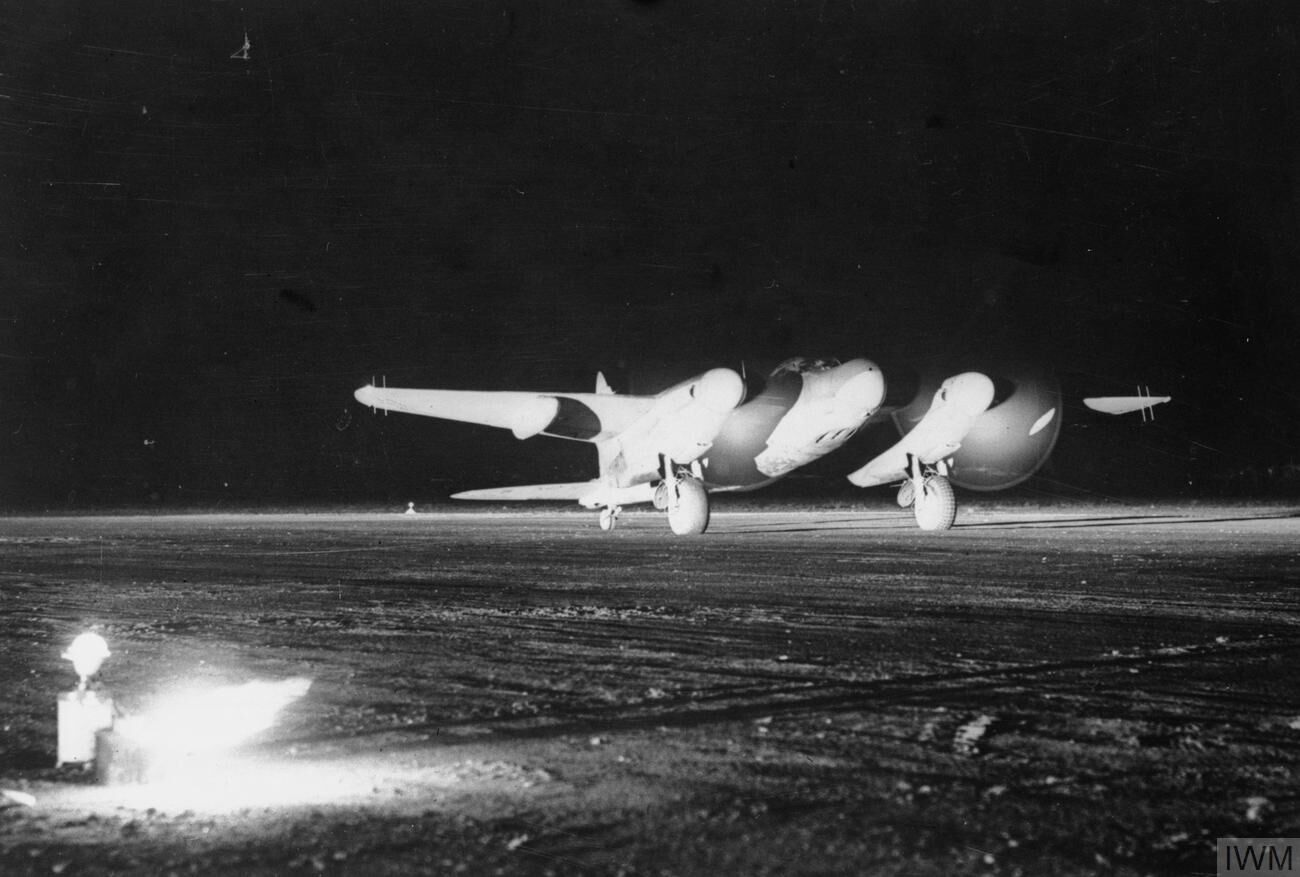
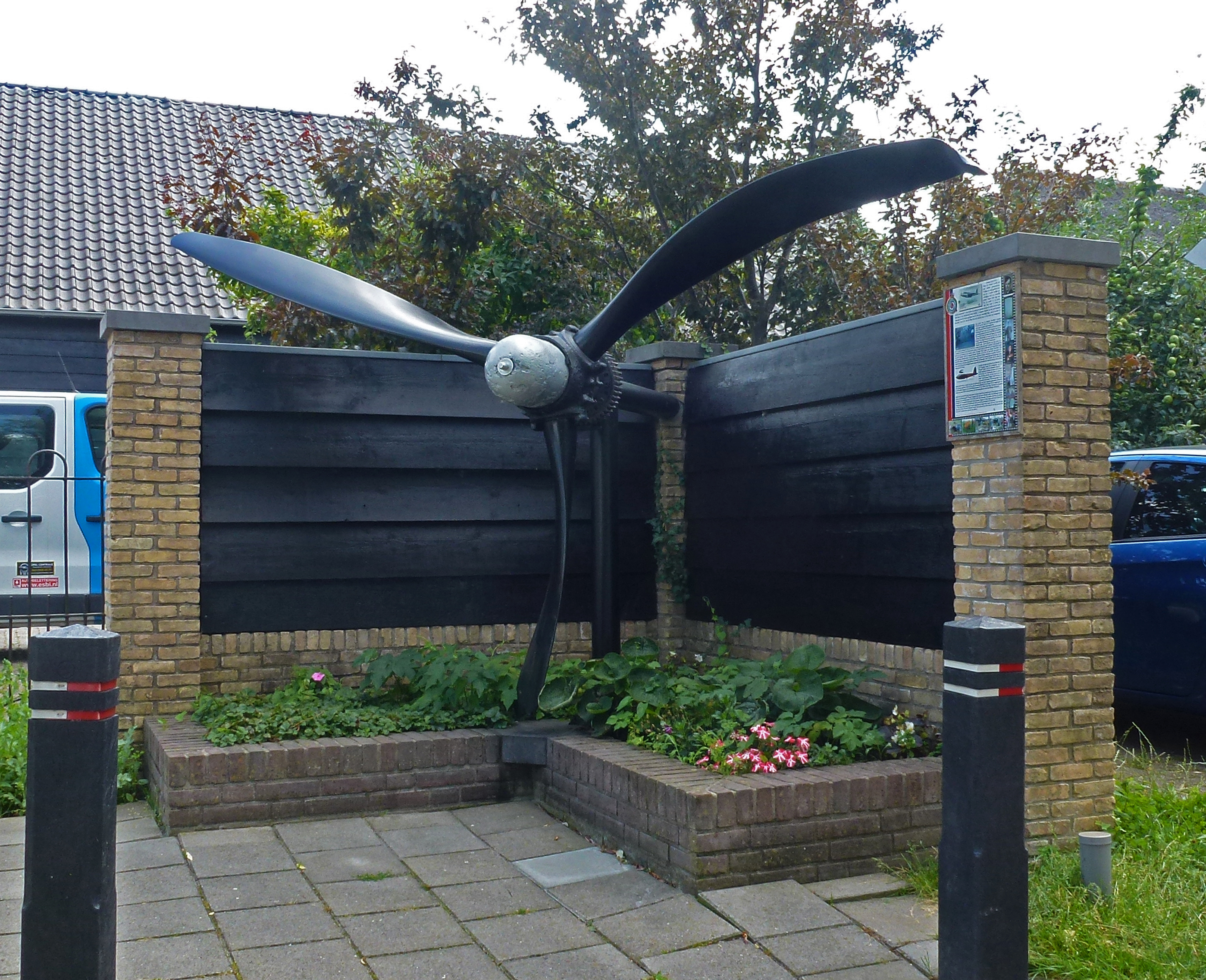
Mosquito-monument Bleskensgraaf, Nederland